# Lipase

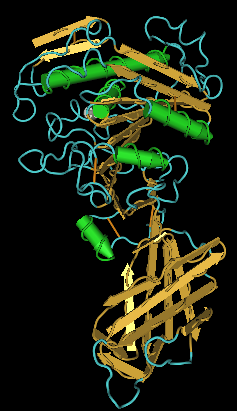
Một hình ảnh được dựng bằng máy tính của một loại lipase tuyến tụy (PLRP2) từ chuột bạch. PDB: 1GPL.

Lipase (phiên âm kiểu cũ: Lipaza) là một loại enzyme xúc tác cho quá trình thủy phân chất béo (lipid). Lipases là một phân hộ của các enzyme thủy phân este.
Lipase đóng vai trò thiết yếu trong quá trình tiêu hóa, vận chuyển và xử lý các chất béo trong chế độ ăn uống (ví dụ: triglyceride, mỡ, dầu) trong hầu hết, nếu không phải là tất cả, các sinh vật sống. Gen mã hóa cho lipase thậm chí còn hiện diện trong một số loại virus.
Hầu hết lipase hoạt động ở một vị trí cụ thể trên "mạch xương sống" glycerol của cơ chất lipid (A1, A2 hoặc A3) (trong ruột non). Ví dụ, lipase tuyến tụy của con người (HPL), là enzyme chính phân hủy chất béo trong hệ tiêu hóa của con người, chuyển hóa triglyceride được tìm thấy trong dầu ăn thành monoglyceride và hai axit béo.
Một số loại hoạt động lipase khác tồn tại trong tự nhiên, chẳng hạn như phospholipase  và sphingomyelinase, tuy nhiên chúng thường được tách riêng biệt so với lipase "thông thường" mà ta đang xét.
Một số lipase được biểu hiện và tiết ra bởi các sinh vật gây bệnh trong khi bị nhiễm trùng. Đặc biệt, loại nấm gây bệnh Candida albicans có nhiều loại lipase khác nhau, có thể phản ánh phổ hoạt động phân giải chất béo rộng, có thể góp phần vào tính bền vững và độc lực của C. albicans trong mô người.